# Angelgade
Angelgade er en gade på Vesterbro i København, der går fra Slesvigsgade til Vesterfælledvej. Den indgår i en større gruppe af gader i bydelen, der er opkaldt efter lokaliteter i Sønderjylland og Slesvig. Gaden blev navngivet i 1915 efter det slesvigske landskab Angel mellem Flensborg og Slien.
I blokken mellem Angelgade, Vesterfælledvej, Alsgade og Slevigsgade ligger komplekset Bryggergården. Det blev opført i 1974-1975 for at give bydelen forskellige sociale institutioner og rekreative centre, der længe havde været en mangelvare i området. Komplekset er opført med jernbetonkonstruktioner og udfyldningsmurværk i røde tegl. I fløjen mod Angelgade ligger Vesterbro Svømmehal, hvor der er et 25 m-bassin, massagestole og saunaer.
På den sydlige side af gaden ligger boligkarréen Vesterfælledvej 87-91/Angelgade 3-17/Slesvigsgade 16/Sønder Boulevard 122-136. Den blev opført i 1923 efter tegninger af Københavns stadsarkitekt Hans Wright.